# داء بانر
داء بانر هو تنخر عظمي غضروفي في رأس الكوع. يظهر داء بانر بشكل أساسي عند الأولاد الذين تتراوح أعمارهم بين خمس وعشر سنوات. غالبًا ما يحدث داء بانر بسبب الرمي المفرط بسبب إجهاد الأروح. يسبب المرض ألمًا وتيبسًا في الكوع المصاب وقد يحد من التمدد؛ عادة ما يكون الكوع المصاب على الذراع المسيطرة التي يستخدمها الطفل. قد يترافق المرض مع الرمية والنشاط الرياضي. في الصور الشعاعية، قد يبدو الرأس غير منتظم مع مناطق ذات شفافية إشعاعية. العلاج عرضي، مع تشخيص جيد. العلاج ضئيل ويتضمن تقييد النشاط الرياضي للسماح للكوع بالشفاء وتخفيف الألم. سمي الداء على اسم عالم الأشعة الدنماركي هانز جيسن بانر (1871-1930).

## الأعراض
غالبًا ما يعاني الفرد المصاب بداء بانر من ألم الكوع بالقرب من الرأس. تشمل الأعراض الأخرى:
- تصلب في الكوع
- تورم الكوع
- نطاق محدود من الحركة
- تقييد تمديد الكوع
- المضض

تتفاقم هذه الأعراض مع النشاط البدني مثل رمي الكرة أو الجمباز على سبيل المثال. تبدأ الأعراض بشكل غير متوقع وغالبًا ما تستمر لعدة أيام أو أسابيع، وتميل الأعراض إلى الاستمرار لفترة أطول.

## الأسباب
نظرًا لكونه مرضًا نادرًا للغاية، فمن غير المعروف ما الذي يسبب داء بانر بالضبط. يُعتقد أن المرض قد يكون ناتجًا عن الإفراط المستمر في استخدام الكوع وهذا يضغط على الكوع ويجهد الكوع أيضًا عند الأطفال خلال فترة النمو السريع للعظام. يمكن أن يكون الإفراط في استخدام الكوع بسبب المشاركة في رياضات مثل كرة القاعدة وكرة اليد والجمباز حيث تنطوي هذه الرياضات على رمي أو ممارسة الكثير من الضغط على المفاصل. تسبب هذه الأنشطة المتكررة الصدمات الدقيقة وتؤدي إلى تورم الكوع المصاب وتهيجه وألمه. ينتج داء بانر عندما يتم تعطيل إمداد الدم إلى الرأس، وبالتالي تموت الخلايا الموجودة داخل صفيحة نمو الرأس وتصبح مسطحة بسبب تليين وانهيار العظام المحيطة. 

## الآلية

الرؤيس هو مقبض دائري في نهاية عظم العضد، ويمسكه نصف القطر.

يصيب داء بانر كوع الذراع. عند الكوع، يلتقي عظم العضد بالزند وكعبرة. عظم العضد هو العظم الطويل الذي يمتد من الكتف إلى الكوع، والزند ونصف القطر هما العظمان اللذان يشكلان الساعد. الرؤيس هو مقبض دائري في نهاية عظم العضد ويتم تثبيته بواسطة نصف القطر بسبب شكل نصف القطر الذي يشبه الكأس. داء بانر هو جزء من عائلة أمراض نمو العظام المعروفة باسم تنخر العظم. في الداء العظمي الغضروفي، يتم تعطيل إمداد الدم إلى منطقة نمو العظام في الكوع المهيمن بشكل مؤقت بسبب شيء لم يتم فهمه جيدًا بعد. لذلك فإن أنسجة العظام لا تحصل على ما يكفي من الدم وتبدأ بالنخر، وتبدأ في الموت. عادة تنمو العظام من خلال تمدد وتوحيد صفائح النمو، ولكن تنكس العظم يعطل هذه العملية والنتيجة هي موت الخلايا وفقدان الأنسجة المتكونة حديثًا. يؤدي موت الأنسجة في النهاية إلى تدهور صفيحة نمو العظام. تُعرَّف صفيحة نمو العظام بأنها المنطقة الموجودة في نهاية العظم النامي حيث تتحول خلايا الغضاريف إلى خلايا عظمية. تنمو أنسجة العظام مرة أخرى، لكن النخر يمكن أن يسبب مشاكل مؤقتة في المنطقة المصابة حتى ينخفض نشاط الذراع والمرفق بشكل كبير أو يتوقف لفترة من الوقت.
يُعتقد أن داء بانر هو مقدمة لحالة مشابهة تسمى التهاب العظم والغضروف السالخ في الرأس (التهاب العظم والغضروف السالخ). يختلف التهاب العظم والغضروف السالخ عن داء بانر لأن التهاب العظم والغضروف السالخ يحدث عند الأطفال الأكبر سنًا ولا يشمل لوحة النمو لأنه بحلول الوقت الذي يحدث فيه التهاب العظم والغضروف السالخ، تكون صفائح النمو قد اندمجت بالفعل وانتهى الهيكل العظمي من النمو.

## التشخيص
عندما تصبح الأعراض بارزة، سيزور الطفل طبيب الأطفال أو طبيب الأسرة لتأكيد ما إذا كان الطفل مصابًا بداء بانر أم لا. عندما يزور الطفل الطبيب، سيسعى الطبيب للحصول على معلومات حول عمر الطفل، والمشاركة الرياضية، ومستوى النشاط، وما هي ذراع الطفل المسيطرة. ستتم مقارنة الكوع المصاب بالكوع السليم وسيتم ملاحظة أي اختلافات بين الاثنين. سيتم أيضًا تحديد موقع مكان الألم في الكوع ونطاق حركة الطفل وامتداده لإجراء تشخيص دقيق. للتحقق من نطاق حركة الطفل وحدود الامتداد، سيُطلب من الطفل تحريك ذراع الكوع المصاب في اتجاهات مختلفة. ستسمح حركة الذراع في اتجاهات مختلفة للطبيب باستنتاج مدى قدرة الطفل على تحريك ذراعه، وسيتمكن الطبيب من تحديد ما إذا كان هناك ألم ناتج عن اتجاهات الحركة المختلفة.
لتأكيد التشخيص، سيتم إجراء فحص بالأشعة السينية أو التصوير بالرنين المغناطيسي. ستمكن الصورة الشعاعية الطبيب من تصور المخالفات ورؤية شكل رؤيس العضد وكذلك تصور لوحة النمو. في داء بانر، قد يبدو رؤيس العضد مسطحًا وستبدو لوحة نمو العظام غير منتظمة ومجزأة. يمكن أيضًا تصوير المناطق التي حدث فيها انهيار العظام على الصورة الشعاعية. عندما يخضع المريض لفحص التصوير بالرنين المغناطيسي، يمكن تصور أي مخالفات في الرؤيس، ويمكن رؤية العظم بمزيد من التفصيل لتحديد مدى التورم، إن وجد. في نتائج التصوير بالرنين المغناطيسي لداء بانر، سيكون هناك انخفاض في شدة إشارة الرؤيس في سلسلة T1 وزيادة كثافة الإشارة في سلسلة T2.

## الوقاية
لمنع الحالات المستقبلية لداء بانر، يُطلب من الطفل التوقف عن جميع الأنشطة البدنية والرياضية التي تنطوي على استخدام الكوع المصاب حتى يتم تخفيف الأعراض.

## علاج أو معاملة
الهدف من العلاج في داء بانر هو تخفيف الألم. يعتبر علاج داء بانر ضئيلًا للغاية لأن العظام لدى معظم الأطفال تقوم بإصلاح إمدادات الدم وإعادة بناء نفسها وهذا يؤدي إلى إعادة بناء لوحة النمو ويعود الرأس إلى شكله الطبيعي. تختلف فترة إعادة البناء والنمو من طفل لآخر ويمكن أن تستمر ما بين أسابيع إلى عدة أشهر. لتخفيف الألم، يُمنع الطفل من المشاركة في الألعاب الرياضية والأنشطة حتى يتم شفاء الكوع وإراحة الكوع المصاب أيضًا. الراحة ستسمح بتخفيف الألم واستعادة حركة المرفق الكاملة. قد يوصى أيضًا للأطفال بوضع كيس ثلج أو تسخين على الكوع لتخفيف الألم والتورم. إذا كان الطفل يعاني من صعوبة كبيرة في ثني الذراع وتقويمه، فقد يُنصح أيضًا بالعلاج الطبيعي. في بعض الأحيان، يُنصح الأطفال باستخدام العقاقير غير الستيرويدية المضادة للالتهابات (NSAIDs) أو الأسيتامينوفين أيضًا لتقليل الألم والتورم.

## التكهن
للعلاج، يُشفى داء بانر جيدًا عند الأطفال بالراحة وتقييد النشاط البدني والرياضة باستخدام الذراع المصابة. يكون التشخيص جيدًا أيضًا مع العلاج ويتم إعادة تشكيل الرؤيس المصاب. يمكن رؤية المخالفات في الرؤيس ومنطقة الكوع المحيطة بها عن طريق التصوير الشعاعي والتصوير بالرنين المغناطيسي. عندما يكون العلاج فعالاً، يعاد تشكيل الكابيتيلوم المسطح والمجزئ بالكامل ويعود إلى شكله الدائري الطبيعي، كما تختفي الإشارة عالية الكثافة في سلسلة التصوير بالرنين المغناطيسي T2. تشير هذه النتائج إلى أن الكابيتيلوم قد أعيد تشكيله بالكامل وأن الطفل قادر على العودة إلى الأنشطة البدنية والرياضية الطبيعية.

## بحث
على الرغم من أن السبب الدقيق لداء بانر غير معروف، فقد استنتج في الأبحاث الحديثة أنه قد يكون مرتبطًا بالرمي المتكرر أو أي نشاط رياضي آخر. في نفس المقالة التي تتحدث عن أمراض تنخر العظم المختلفة، تمت الإشارة إلى أن داء بانر ينطوي دائمًا على تغيير في رؤيس العضد، والذي يمكن تصويره عن طريق التصوير الشعاعي. في مقال بحثي آخر، يهدف فريق البحث إلى تلخيص أفضل الأدلة المتاحة لتشخيص وعلاج داء بانر. في المقالة وجد أن الأعراض الأكثر شيوعًا التي يعاني منها مرضى بانر هي تصلب الكوع وتورمه ونطاق الحركة المحدود وتمديد الكوع المحدود. تماشيًا مع المقالة المذكورة سابقًا، خلص فريق الباحثين أيضًا إلى أن داء بانر ينطوي على عدم انتظام في الرؤيس، وتحديداً أنه يبدو مسطحًا. غالبًا ما يتم تشخيص داء بانر بشكل خاطئ على أنه التهاب العظم والغضروف السالخ (OCD)، وفي هذه المقالة يميزون الفرق بين المرضين وهما فارق العمر ونتائج التصوير الشعاعي. تماشيًا مع المقالتين اللتين تمت مناقشتهما سابقًا، تشير مقالة أخرى عن ثلاث دراسات حالة لداء بانر، إلى أن العلاج الأساسي المستخدم لداء بانر هو الراحة والتقييد من جميع الأنشطة البدنية والرياضية التي تتضمن استخدام الأطراف العلوية؛ يُقترح إيقاف النشاط حتى يتم تخفيف الأعراض.